# Festival Reisai
Un reisai est un rituel shintoïste (ja) a lieu chaque année dans un sanctuaire et est considéré comme le plus important.
Le festival annuel, ou Reisai, a lieu une fois par an, souvent un jour ayant une importance historique spéciale pour la  divinité vénérée (Saijin) ou le sanctuaire lui-même. Pour les sanctuaires dédiés à des divinités qui étaient des figures historiques, ce festival coïncide souvent avec l'anniversaire de naissance ou l'anniversaire de décès de la figure. Dans les cas où il n'y a pas de date historique spécifique, le festival est généralement tenu au printemps (ja) ou en automne (ja) comme une célébration générale. La date du Reisai est fixe et ne peut être changée de manière arbitraire. Après la Seconde Guerre mondiale, les sanctuaires sous la juridiction de l'Association des Sanctuaires Shinto sont tenus d'obtenir l'approbation de l'Association s'il y a un besoin de changer la date du Reisai.

## Histoire
Le nom Reisai a commencé à être utilisé au début de la période moderne ; avant cela, le festival s'appelait Omatsuri (ja) (Grand Festival) ou Onmatsuri (Festival Impérial), ou le nom du sanctuaire a été ajouté au mot matsuri (festival), ce qui a donné des noms tels que Festival Kasuga ou Festival Iwashimizu. Aujourd'hui encore, ce nom est enregistré dans la section Shoreki du calendriers Jingū. Au début de l’époque moderne, Meisho zue à travers le pays incluait souvent des entrées telles que XX Shrine Annual Festival on XX Month XX Day, ce qui montre qu'il était devenu courant de désigner les festivals importants qui représentent un sanctuaire comme des festivals annuels.
Sous le système du sanctuaire Meiji, les fêtes annuelles ainsi que les fêtes Niiname-no-Matsuri et Kinen-sai, étaient désignées comme de « grandes fêtes », où les envoyés impériaux étaient envoyés dans les sanctuaires nationaux et préfectoraux, les sanctuaires locaux, les sanctuaires de village (sanctuaires désignés pour les offrandes sacrées (ja) pour faire des offrandes de l'État et de la famille impériale.
Après la Seconde Guerre mondiale, le système d'offrandes sacrées du gouvernement a été aboli, mais les envoyés impériaux visitent encore les sanctuaires impériaux lors des fêtes annuelles. Dans d'autres sanctuaires, au lieu du système officiel d'offre de heihaku, l'Association des sanctuaires shinto propose des Honchohei (offrandes de l'Association des sanctuaires shinto) (cependant, cela est limité aux sanctuaires qui sont sous la juridiction de l'association des sanctuaires shinto).

## Un exemple de journée de festival régulière
| tombeau                          | Jour de festival régulier |
| -------------------------------- | ------------------------- |
| Kashihara-jingū                  | 11 février                |
| Kasuga-taisha                    | 13 mars                   |
| Ōmiwa-jinja                      | 9 avril                   |
| Katori-jingū                     | 14 avril                  |
| Heian-jingū                      | 15 avril                  |
| Ōkunitama-jinja                  | 5 mai                     |
| Izumo-taisha                     | 14 mai                    |
| Sanctuaires Kamo                 | 15 mai                    |
| Atsuta-jingū                     | 5 juin                    |
| Yasaka-jinja                     | 15 juin                   |
| Hikawa-jinja                     | 1er août                  |
| Kashima-jingū                    | 1er septembre             |
| Sanctuaire Iwashimizu Hachiman   | 15 septembre              |
| sanctuaire d'Iwashimizu Hachiman | 25 septembre              |
| Mononobe-jinja (en)              | 9 octobre                 |
| Isonokami-jingū                  | 15 octobre                |
| Meiji-jingū                      | 3 novembre                |